# Chizé
Chizé – miejscowość i gmina we Francji, w regionie Nowa Akwitania, w departamencie Deux-Sèvres.
Według danych na rok 1990 gminę zamieszkiwało 878 osób, a gęstość zaludnienia wynosiła 37 osób/km² (wśród 1467 gmin regionu Poitou-Charentes Chizé plasuje się na 351. miejscu pod względem liczby ludności, natomiast pod względem powierzchni na miejscu 289.).